# Odysseus Velanas
Odysseus Velanas (in greco: Ὀδυσσεύς Βελανάς; Samos, 5 giugno 1998) è un calciatore olandese con cittadinanza greca, centrocampista del PEC Zwolle.

## Biografia
Nasce in Grecia ma si trasferisce da piccolo con i genitori nei Paesi Bassi.

## Carriera

### Club
Cresciuto nel settore giovanile dell'Utrecht, esordisce in prima squadra il 20 agosto 2017 in occasione dell'incontro di Eredivisie vinto per 2-0 contro il Willem II, subentrando a Zakaria Labyad al minuto 82. Nel 2021 firma un contratto annuale, con opzione per il secondo, con il NAC Breda. In due anni mette a segno 24 reti in 60 presenze, catturando l'attenzione del PEC Zwolle che lo acquisisce per la stagione 2023-2024. Il 5 novembre 2023 segna il suo primo gol in Eredivisie, fissando il risultato sul 2-0 contro il Fortuna Sittard.

### Nazionale
Vanta 12 presenze e una rete con le rappresentative giovanili olandesi.